# Tempo (RFO)
Pour les articles homonymes, voir Tempo (homonymie).
Tempo est une chaîne de télévision généraliste locale publique française du Réseau France Outre-mer diffusée dans sept départements et collectivités d'Outre-mer. Elle cesse d'émettre le 30 novembre 2010 lors de l'arrivée de la TNT en Outre-mer.

## Histoire de la chaîne
Entre 1983 et 1988, sept stations de RFO (Société de Radiodiffusion et de télévision Française pour l'Outre-mer) en Martinique, en Guadeloupe, en Guyane française, à La Réunion, à Saint-Pierre-et-Miquelon, en Nouvelle-Calédonie et en Polynésie française lancent un second canal de diffusion qui n'émet que quelques heures et rediffuse des programmes d'Antenne 2 puis de France 2. Ce nouveau canal de télévision est baptisé RFO 2 en avril 1988.
En mars 1996, RFO 2 devient une chaîne à vocation pédagogique et culturelle qui diffuse des émissions de coproduction locale de Service Public.
Le 14 septembre 1998, RFO 2 devient Tempo, à la suite de la transformation de RFO en Réseau France Outre-mer. La chaîne change de format au profit d'une programmation éducative et culturelle rediffusant les émissions de ce type exclusivement issues de chaînes métropolitaines publiques France 2, France 3, La Cinquième et Arte. Les programmes de France 5 ont remplacé ceux de La Cinquième en 2002 et ceux de France 4 sont venus s'ajouter en 2005.
La chaîne Tempo a été supprimée le 30 novembre 2010 en raison de la mise en place de la  télévision numérique terrestre en Outre-mer. L’arrêt de Tempo et la numérisation de ses fréquences libérées ont permis de commencer à offrir le plus rapidement possible et à un coût quasi constant pour Réseau Outre-Mer 1ère qui deviendrait l’opérateur[réf. nécessaire] l'accès direct aux chaînes métropolitaines du service public comme France 2, France 3, France 4, France 5, France Ô, Arte et France 24.
En effet, l’arrêt de la chaîne Tempo a rendu immédiatement disponibles des fréquences de la bande UHF dans tous les territoires ultramarins, à l’exception de Mayotte et de Wallis-et-Futuna, qui ne disposent pas du second canal de RFO (Tempo).
L’arrêt de Tempo risque de représenter une perte pour les foyers qui ne se doteront pas d’un adaptateur numérique; toutefois, cet inconvénient doit être relativisé en raison, d’une part, de la faiblesse relative de l’audience de cette chaîne (environ 4 % en PDA) et, d’autre part, de l’arrivée en direct, avec le premier multiplex numérique, des chaînes publiques « sources » dont les programmes constituent le vivier dans lequel Tempo puise alors les éléments de sa grille mosaïque.

## Identité visuelle

### Logos

Logo du second canal de RFO puis RFO 2 de 1983 à 1990. (Version utilisé pendant les programmes)
Logo de RFO 2 de 1990 à septembre 1998.
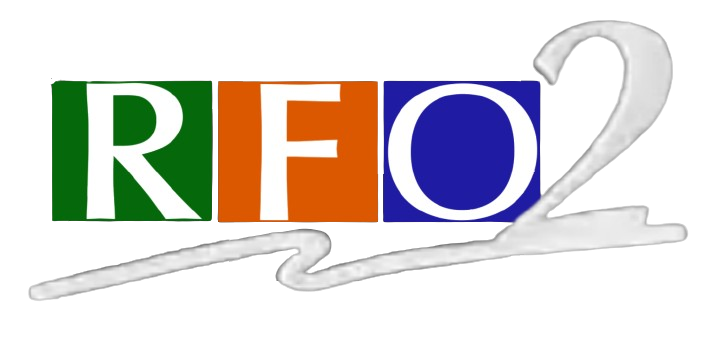
Logo de RFO 2 de 1990 à 1994.
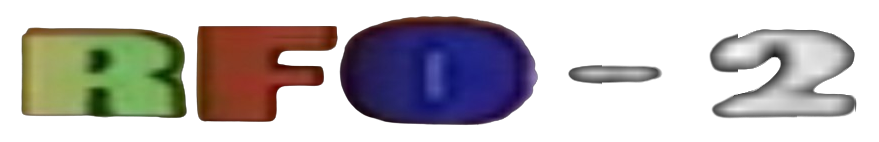
Variante du logo de RFO utilisée de 1990 à 1994.
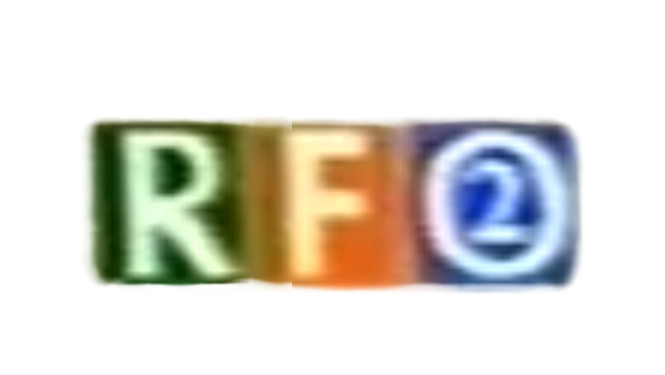
Logo de RFO 2 de 1994 à 1998.
Logo de Tempo de septembre 1998 au 23 mars 2005. (Aussi utilisé à l'antenne sans le logo de RFO de 1999 depuis 1998 jusqu'en 1999 et depuis 2005 jusqu'en 2010)
Logo de Tempo du 23 mars 2005 au 29 novembre 2010. (Jamais utilisé à l'antenne)

## Organisation

### Dirigeants
Voir les directeurs généraux de RFO.

### Budget
Tempo dispose du budget du Réseau France Outre-mer provenant pour plus de 90 % des ressources de la redevance audiovisuelle et des contributions de l’État français allouées à France Télévisions. Il est complété par des ressources publicitaires.

### Siège
Le siège de Tempo se situe au 35-37 rue Danton à Malakoff dans les Hauts-de-Seine qui est aussi le siège de RFO Paris.

## Programmes
Contrairement aux Télé Pays qui ont pour mission de reprendre les grands programmes d'information, de divertissement et de sport des chaînes généralistes publiques et privée de Métropole (sauf si TF1 et M6 ont déjà des accords de reprise avec une chaîne locale privée), Tempo diffuse un programme uniquement composé de programmes culturels, documentaires ou informatifs des chaînes publiques du groupe France Télévisions et d'Arte. On y retrouve ainsi les Journaux télévisés et magazines de France 2, de nombreux magazines et documentaires de France 5 et les soirées Théma d'Arte.
Le programme est quasiment identique sur les sept versions de la chaîne, seuls varient les horaires de diffusion en fonction des fuseaux horaires des territoires concernés.

## Diffusion
Tempo est diffusée sur le réseau hertzien UHF SECAM dans sept départements et territoires d'Outre-mer :
- Martinique
- Guadeloupe
- Guyane française
- La Réunion
- Saint-Pierre-et-Miquelon
- Nouvelle-Calédonie
- Polynésie française

Elle est aussi reprise par le câblo-opérateur canadien Vidéotron.